# Atributos estendidos de arquivo
Atributos estendidos de arquivo são recursos do sistema de arquivos que permitem aos usuários associar arquivos de computador com metadados não interpretados pelo sistema de arquivos, enquanto os atributos regulares têm uma finalidade estritamente definida pelo sistema de arquivos (como permissões ou registros de criação e modificação). Ao contrário das bifurcações, que geralmente podem ser tão grandes quanto o tamanho máximo do arquivo, os atributos estendidos são geralmente limitados em tamanho a um valor significativamente menor do que o tamanho máximo do arquivo. Usos comuns incluem o armazenamento do autor de um documento, a codificação de caracteres de um documento de texto simples ou uma soma de verificação, hash criptográfico ou certificado digital e informações de controle de acesso discricionário.
Em sistemas do tipo Unix, atributos estendidos são geralmente abreviados como xattr.